# Кинзелюкский водопад
Кинзелюкский водопад или Сурунцинский водопад — водопад в России.
Находится на востоке Курагинского района Красноярского края, близ границы с Иркутской областью. Расположен в Тофаларии, в труднодоступной гористой местности на северо-восточных склонах Кинзелюкского хребта, являющегося западным окончанием Агульских Белков (Восточный Саян).
Вытекает из Кинзелюкского озера, находящегося на высоте 1601 м в цирке Кинзелюкского (Двуглавого) пика. Общая высота (каскада) — 328 м, высота свободного падения воды — 90 м. Поток из водопада через небольшое Нижнее Кинзелюкское озеро, лежащее на высоте 1144 м, попадает в реку Кинзелюк, приток Кизира.
Название от реки Кинзелюк (хак. «Кинзеліг» — драгоценный)
Впервые инструментальные измерения водопада (с помощью теодолита) по инициативе и поддержке литератора и краеведа Петра Кравчука произвела в 1989 году экспедиция водно-спортивной туристической секции спортивного клуба «Сталь» при Днепропетровском металлургическом заводе под руководством мастера спорта СССР Бориса Бабицкого. Согласно их измерениям, высота водопада (каскада) составляет 328 метров. Результат измерений зафиксирован в книге Петра Кравчука «Рекорды природы».
В апреле 2020 года правительство Красноярского края присвоило водопаду статус памятника природы краевого значения.